# Dongra (bondby i Kina, Tibet Autonomous Region, lat 29,00, long 90,80)
Dongra (kinesiska: 东拉, 东拉乡, 谷卡) är en bondby i Kina. Den ligger i den autonoma regionen Tibet, i den sydvästra delen av landet, omkring 79 kilometer sydväst om regionhuvudstaden Lhasa. Antalet invånare är 3 877. Befolkningen består av 1 919 kvinnor och 1 958 män. Barn under 15 år utgör 28,0 %, vuxna 15-64 år 66 %, och äldre över 65 år 5,0 %.
Runt Dongra är det mycket glesbefolkat, med 4 invånare per kvadratkilometer. Dongra är det största samhället i trakten. Trakten runt Dongra består i huvudsak av gräsmarker.
Genomsnittlig årsnederbörd är 977 millimeter. Den regnigaste månaden är juli, med i genomsnitt 240 mm nederbörd, och den torraste är december, med 12 mm nederbörd.